# 小林誠 (漫畫家)
小林誠（1958年5月13日—），是日本漫画家，新潟縣新潟市出身，作品以格鬥或搞笑漫畫為主。歌手小林幸子是其親戚。
因名字與日本動畫機械設計師小林誠同名，曾多次被華文傳媒误當成為同一人。

## 作品
- 格鬥偵探團、全5冊
- 麥可的秘密日記、全1冊
- 貓咪也瘋狂、全9冊
- 1·2三四郎
- 1·2三四郎2
- 柔道部物語
- 風月妙女郎
- 貓女小精靈
- 搞怪家族
- JJM女子柔道部物語